# オスマン帝国領クレタ

クレタ
Eyālet-i Girīt / Vilayet-i Girit (オスマントルコ語)

1895年のオスマン帝国におけるクレタ

1646年 - 1864年：エヤレト
1864年 - 1898年：ヴィライェト

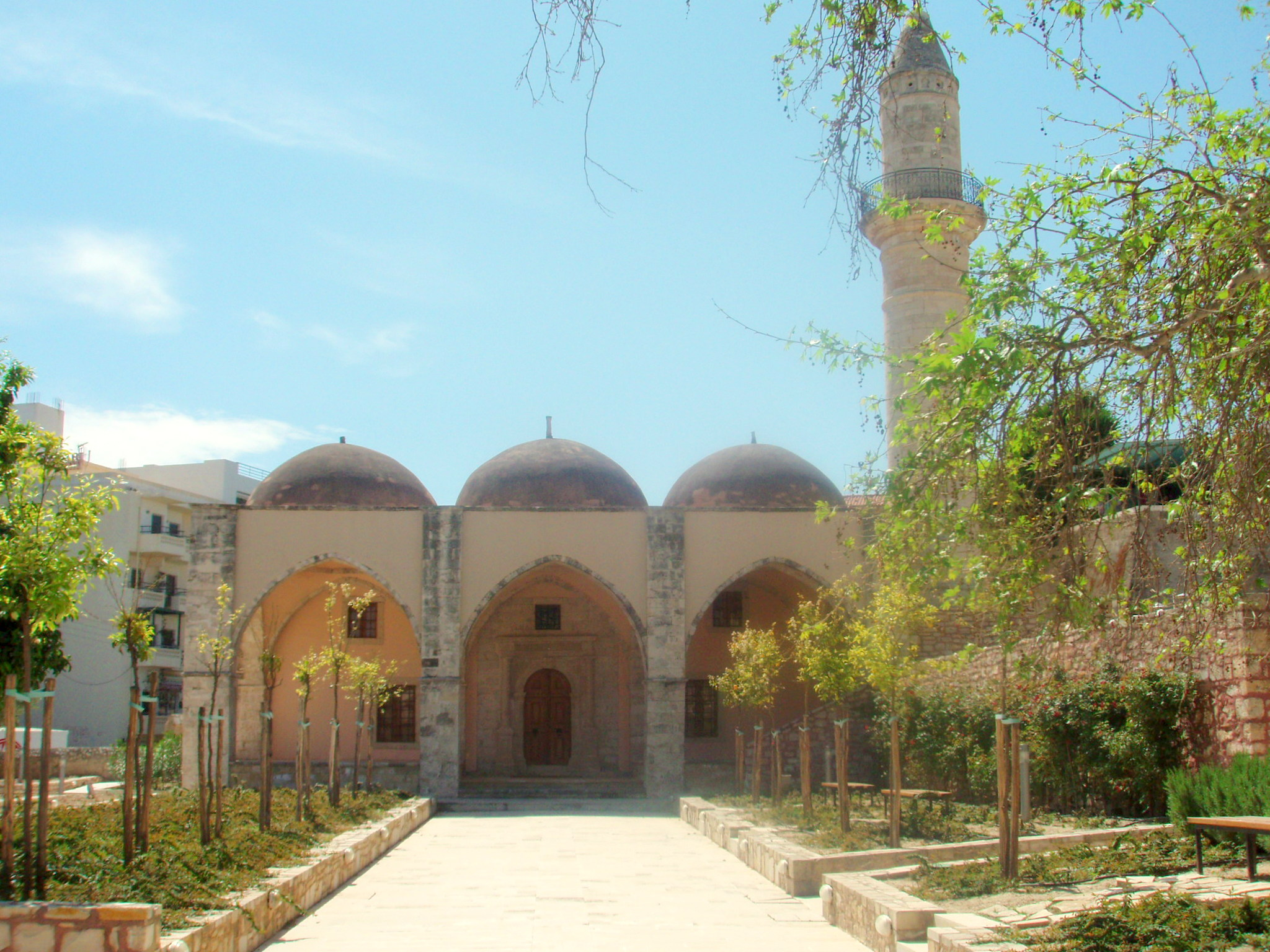
レティムノのヴェリ・パシャ・モスク

オスマン帝国領クレタではオスマン帝国統治下におけるクレタ島（オスマン語: گریت Girīt）について解説する。
クレタ戦争で1646年にオスマン帝国がクレタ島の西部の征服に成功した後、クレタ島は帝国の州（エヤレト）であることが宣言された。しかし、ヴェネツィア共和国はクレタ島の首都カンディアを1669年まで維持し続けた。1669年にヴェネツィアのフランチェスコ・モロジーニはこの都市の鍵をオスマン帝国に引き渡した。クレタ島の外にあるソウダ島、グラムヴサ島、そしてスピナロンガ島の要塞は1715年までヴェネツィアの下に残ったが、これらもオスマン帝国に占領された。
クレタ島はギリシア独立戦争において独立側に呼応したが、現地の蜂起はエジプトのムハンマド・アリー朝の介入によって鎮圧された。1840年代までエジプトの支配の下に置かれ、その後オスマン帝国の完全な支配の下へ戻された。クレタ蜂起の後、特に1878年のハレパ協定（憲章とも）の後、この島は大きな自治権を獲得したが、オスマン帝国はこの自治法を順守せず、クレタ人はギリシア王国との統合を望んでいた。このためクレタ蜂起と希土戦争が引き起こされた。この戦争でオスマン帝国は勝利したが、それにもかかわらずギリシアに有利な裁定を下すヨーロッパ列強の介入によってクレタ島は1898年に自治国となり、バルカン戦争の後にギリシアと統合された。

## 歴史
クレタ戦争 (1645年-1669年)において、ヴェネツィアはオスマン帝国によってクレタ島から追い出された。クレタ島の大半は戦争の最初の年にオスマン帝国が制圧したが、首都カンディア（イラクリオン）は1648年から1669年までの長期に渡り包囲に耐えた。これは恐らく歴史上最も長期に渡る包囲戦である。ヴェネツィア最後の前哨地となるソウダ島、グラムヴサ島、そしてスピナロンガ島もまた、オスマン・ヴェネツィア戦争 (1714年-1718年)において陥落した。

### オスマン帝国支配に対する反乱
クレタ島では、とりわけスファキアでオスマン帝国に対する重大な反乱の数々があった。
著名な反乱指導者ダスカロギアンニスは、1770年に英雄的な、しかし結果の見えた反乱を主導した。この反乱はロシア人によって焚き付けられていたが、彼らは反乱を支援しなかった（オルロフの反乱も参照）。
ギリシア独立戦争が1821年に始まり、クレタ人はこれに広範に参加した。キリスト教徒による蜂起はオスマン帝国当局による苛烈な対応と、指導者と見做された複数名の主教の処刑に直面した。1821年から1828年の間に、クレタ島は繰り返し戦闘の舞台となった。ムスリムは北海岸にある要塞都市カンディアに追い詰められ、彼らのうち6割もの人数が病と飢餓によって死亡したと見られる。クレタ島のキリスト教徒もまた多大な被害を受け、人口の約21パーセントを失っている。1821年7月24日のイラクリオンにおける大虐殺は、この地域では「大破壊（ο μεγάλος αρπεντές、o megalos arpentes）」として記憶されており、「トルコ人」もまたカンディアでゲラシモス・パルダリス（Gerasimos Pardalis）の府主教と主教5人を殺害した。
動員可能な自前の兵力が枯渇していたマフムト2世は、オスマン帝国のスルタンとして、反抗的なエジプトの総督ムハンマド・アリーに鎮圧を支援するための出兵を要求し、ムハンマド・アリーはクレタ島に遠征軍を派遣した。1825年、ムハンマド・アリーの息子・イブラーヒーム・パシャはクレタ島に上陸し、ギリシア人コミュニティに対する虐殺を開始した。
1830年、イギリスはクレタ島が新生ギリシア王国の一部となるべきではないという決定を下した。この決定は明らかに、かつて何度もそうであったように、この島が海賊行為の拠点になるのを恐れたか、東地中海におけるロシア海軍の基地となるのを恐れたためである。クレタ島は新ギリシア国家に含まれるのではなく、エジプトから派遣されたアルバニア人、ムスタファ・ナーイリ・パシャ（ムスタファ・パシャとして知られる）に統治された。彼はクレタ島のムスリムの地主と新興のキリスト教徒商人階級の統合を試みた。
後のギリシアの国家主義的歴史学はムスタファ・パシャを抑圧的な人物として描くが、イギリスとフランスの領事たちのような観察者は、彼は基本的に慎重で英国的であり、クレタ島のムスリム以上にクレタ島のキリスト教徒から支持を得るという困難に挑戦した（主教の娘と結婚し、彼女がそのままキリスト教徒でいることを許した）と報告している。しかし1834年、アテネでギリシアとクレタ島の統合を目指すクレタ委員会が設立された。
1840年、エジプトはパーマストン卿によってクレタをオスマン帝国の直接統治に戻すことを強要された。ムスタファ・パシャはギリシアで半独立的な諸侯となろうとしたが成功せず、クレタ島のキリスト教徒は彼に立ち向かって蜂起し、一時再びムスリムたちを包囲されたカンディアの中へと追い込んだ。イギリスとオスマン帝国の海軍はこの島の支配を回復するための作戦を行い、ムスタファ・パシャが島の総督であることが確認されたが、彼はイスタンブル（コンスタンティノープル）の支配に服することとされた。ムスタファ・パシャは1851年まで在職し、1851年にイスタンブルに召喚された。当時のイスタンブルでは彼は比較的高齢（50代前半）であったが、その後も昇進をつづけ、数度に渡り大宰相を務めた。
ギリシアが独立を達成した後、クレタ島のキリスト教徒は複数回に渡りオスマン帝国の支配に対して反乱を起こし、クレタ島は争奪の対象となった。1841年と1858年の反乱を通じて武器の所有、キリスト教徒とムスリムの対等、そして教育および慣習法に対する管轄権を持つキリスト教徒の長老評議会のようないくつかの特権が確保された。しかし、これらの譲歩にもかかわらず、キリスト教徒クレタ人はギリシアとの統合という彼らの究極的な目標を変えることはなく、キリスト教徒とムスリムのコミュニティの間では緊張が高まった。そして1866年、大規模な反乱が始まった。
この反乱は3年間にもわたり、多くの共感を得たことからギリシアや他のヨーロッパ諸国からの義勇兵が参加した。反乱は当初成功し、オスマン帝国軍を迅速にカンディアに封じ込めたにもかかわらず、最終的には失敗した。オスマン帝国の大宰相メフメト・エミン・アーリ・パシャは個人的にオスマン帝国軍の指揮を引継ぎ、農村地帯を奪還するための系統的な作戦を立ち上げた。作戦は政治的譲歩と組み合わされ、クレタ島のキリスト教徒に（実際にはその大部分において彼らが人口優勢であったために）対等な地方行政管理権を与える特筆すべき基本法が導入された。彼のこのアプローチによって徐々に反乱指導者たちは降伏した。1869年の初頭までに、この島は再びオスマン帝国の支配の下に戻った。クレタ島はヴィライェトとなり、1867年の勅許によって特別な地位を得た。
1878年夏のベルリン会議の最中、更なる反乱が発生した。これはイギリスの介入と1867-8年の基本法を憲法の中に組み込む（ハレパ協定または憲章として知られる）ことによって速やかに終了した。クレタ島はオスマン帝国内にあってオスマン帝国に任命されたキリスト教徒の総督の下の半独立的な議会制国家となった。多くの上級「キリスト教徒パシャ」の中には1880年代にクレタ島を統治したフォティアデス・パシャ（Photiades Pasha）とコスティス・アドシディス・パシャ（Kostis Adosidis Pasha）がおり、自由主義者や保守派が権力を争う議会において議長を務めた。両者の紛争はしかし、1889年に更なる反乱を引き起こし、ハレパ協定の体制を崩壊させた。ヨーロッパ列強はこれを派閥争いと見て嫌悪し、オスマン帝国当局が軍をクレタ島に派遣して秩序を回復することを許容したが、スルタンのアブデュルハミト2世がこれをハレパ協定体制を終了させるための口実として使用し、島内を戒厳令の下に統治することを予想してはいなかった。オスマン帝国のこの行動はクレタ島のキリスト教徒に対する国際的な同情を掻き立て、オスマン帝国の支配を継続させるというヨーロッパ諸国の暗黙の承諾を失わせた。1895年に小規模な反乱が発生すると、瞬く間に拡大し、1896年夏までにオスマン帝国軍は島内の大部分に対する軍事的支配権を喪失した。
ギリシアはクレタ島の新たな反乱に遠征軍を派遣し、希土戦争 (1897年)を戦ったが、重大な敗北を被った。列強は1897年2月に多国籍艦隊を派遣した。この多国籍軍はギリシア軍をクレタ島から追い払い、クレタ島の反乱軍を砲撃し、水兵と海兵隊を上陸させてクレタ島とギリシアの重要な港を封鎖し、1897年3月後半までに島内の組織的な戦闘を終結させた。一方で、この多国籍軍の上級指揮官たち（senior admirals）は「提督会議（Admirals Council）」を発足させ、この会議がクレタ島の反乱が解決するまで一時的にに島を支配すると共に、この会議によって最終的にクレタ島がオスマン帝国主権下の自治国となることべきことが決定された。
この多国籍軍は1898年11月、同様にオスマン帝国軍にクレタ島から立ち去ることを強要した。現地の「トルコ人」とバシ・ボズク（オスマン帝国の不正規兵）たちは、1898年9月6日（当時クレタ島で使用されていたユリウス暦では1898年8月25日。現在のグレゴリオ暦と比べ19世紀の間は日付は12日遅れる）、スティリアノス・M・アレクシオスがキリスト教徒として初の歳入庁（Revenue Service）の長官に任命されたことに刺激され、新たな官吏がカンディアの税関で業務を始めようとした時、彼らを襲撃し、離脱するイギリス軍が彼らを護衛した。「トルコ人」の群衆は瞬く間に町全体に広がり、ギリシア人の家や店を略奪し、建物は放火され、特にVezir Çarşıという名で知られている地域、現在の8月25日通りでは特に激しかった。約700人のギリシア系クレタ人と17人のイギリス兵および駐クレタイギリス領事が殺害された。列強はクレタ島の暴動のムスリムの首謀者に対する迅速な裁判と処刑を命じた。この虐殺を切っ掛けに、列強はクレタ島に対するオスマン帝国の影響力の全てを停止すべきことを決定した。スルタンの宗主権の下で、国際的な占領下において自治を認められるクレタ「国家」が、1898年12月21日（ユリウス暦では12月9日）の初代高等弁務官のギリシア王子ゲオルギオス）の到着と共に創設された。

## 人口統計

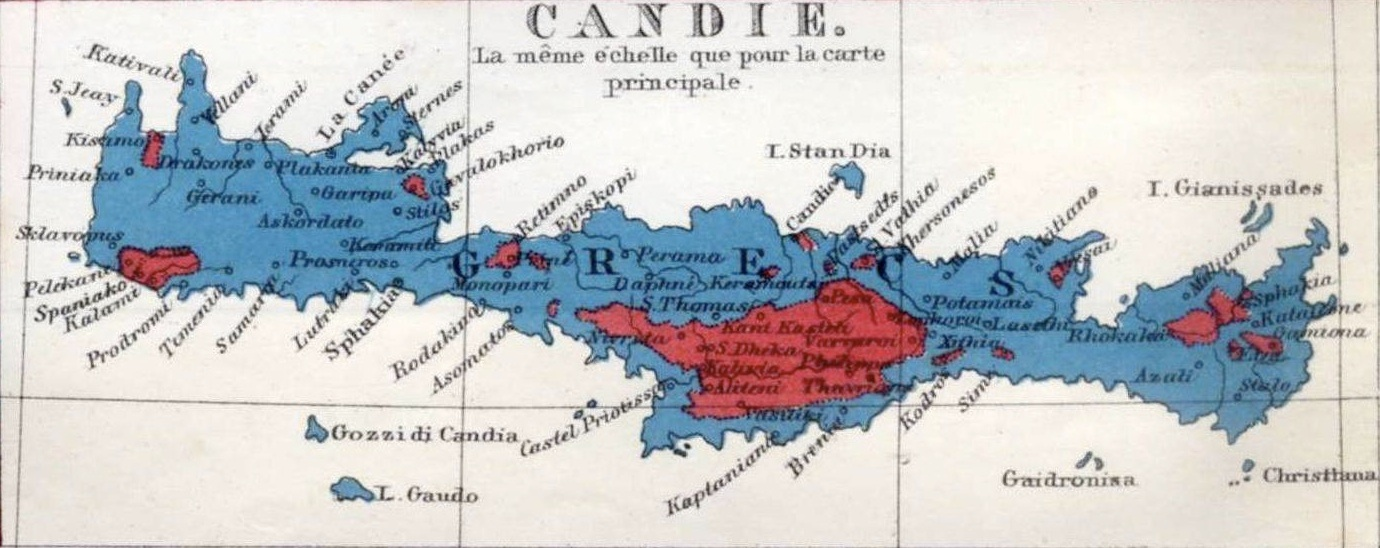
1861年頃のクレタ島の地図。「トルコ人」（ムスリム）は赤、「ギリシア人」（キリスト教徒）は青。島内のムスリムの人口（トルコ系クレタ人）は後の住民交換で島を去った。

オスマン帝国による征服の結果として、かなりの人口がオスマン社会における税と市民権における優位のために徐々にイスラーム教に改宗した。当時の人口の見積もりは幅が大きいが、ギリシア独立戦争直前にはムスリムの人口は全体の人口の45パーセントにも達したかもしれない。ムスリムのうちの少数は潜伏キリスト教徒でありキリスト教へと回帰した。しかしある者は不安に駆られクレタ島を去った。1881年の最後のオスマン帝国の人口調査によれば、キリスト教徒は人口の76パーセントであり、ムスリム（言語・文化・祖先と関わりなく一般的に「トルコ人」と呼ばれた）は24パーセントにすぎなかった。しかし、北海岸とモノファスティ（Monofatsi）の3つの大都市においてムスリムの人口は60パーセントを超えた。1923年のクレタ地区におけるキリスト教徒人口は93パーセントであった。残りのムスリムたちはギリシアとトルコの住民交換によってトルコへと移住した。

## 行政区画

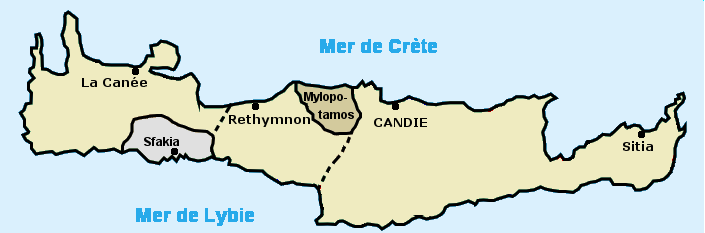
1827年までのクレタ島の行政区画

17世紀のオスマン帝国領クレタのサンジャック（郡、Sanjaks）。
1. ハニア
2. レスモ
3. セレネ（英語版）

1876年頃のサンジャック。
1. ハニア
2. レスモ
3. カンディイェ
4. İsfakya（英語版）
5. ラシト